# Attalea cuatrecasana
Attalea cuatrecasana är en enhjärtbladig växtart som först beskrevs av Armando Dugand, och fick sitt nu gällande namn av A.J.Hend., Galeano och Rodrigo Bernal. Attalea cuatrecasana ingår i släktet Attalea och familjen Arecaceae. Inga underarter finns listade i Catalogue of Life.